# Volley-ball club Cossonay
Le VBC Cossonay est un club suisse de volley-ball fondé en 1981 et basé à Cossonay. Il évolue au plus haut niveau national (Ligue Nationale A féminine).